# Un uomo da rispettare
Un uomo da rispettare è un film del 1972 diretto da Michele Lupo.
È un film poliziesco italiano e tedesco con Kirk Douglas, Giuliano Gemma e Florinda Bolkan.

## Trama
Lo scassinatore Stephen Wallace esce di prigione, dove ha scontato due anni per furto. La moglie Anna vorrebbe che il marito cambiasse vita, ma un boss della mafia, Miller, gli propone di fare un ultimo colpo. Wallace decide di tentare l'impresa per conto suo e trova un complice in un acrobata di nome Marco per eseguire la rapina. Una volta effettuata la rapina, Wallace si lascia arrestare e scontata la pena, si gode dei suoi due milioni di dollari. Ma, appena arrivato al banco pegni trova la polizia perché il guardiano del banco pegni viene ucciso e Stephen é ormai rovinato e scappa, uccidendo Marco che stava scappando con un milione di dollari insieme ad Anna e si fa arrestare.

## Produzione
Il film, diretto da Michele Lupo su una sceneggiatura di Roberto Leoni, Nico Ducci e Mino Roli e dello stesso Lupo con il soggetto di Roberto Leoni e Franco Bucceri, fu prodotto da Marina Cicogna per la Paramount-Orion Filmproduktion e la Verona Produzione e girato a Roma e ad Amburgo.

## Distribuzione
Il film fu distribuito in Italia il 21 novembre 1972.
Alcune delle uscite internazionali sono state:
- in Germania Ovest l'8 dicembre 1972 (Ein achtbarer Mann)
- in Giappone il 9 dicembre 1972
- in Svezia il 16 aprile 1973 (En smart stöt, Steve!)
- in Francia il 27 settembre 1973 (Un homme à respecter)
- in Norvegia il 1º ottobre 1973
- in Finlandia il 12 ottobre 1973 (Miljoonan dollarin mies)
- in Portogallo il 25 ottobre 1973 (Um Homem de Respeito)
- in Turchia nel dicembre del 1973 (Beklenen adam)
- negli Stati Uniti nel maggio del 1974 (The Master Touch al cinema; poi A Man to Respect per l'home video)
- in Ungheria il 16 maggio 1974
- nei Paesi Bassi il 6 giugno 1974
- nelle Filippine l'11 dicembre 1975 (A Man to Respect)
- in Grecia (Ena axiosevasto katharma)
- in Brasile (Um Homem a Respeitar)
- in Spagna (Un hombre a respetar)

## Critica
Secondo il Morandini, che loda la pellicola, "Lupo è un piccolo maestro nel cinema d'azione di serie B".